# Edward Borowski
Edward Borowski herbu Jastrzębiec (ur. 13 października 1909, zm. 30 maja 1987 w Paryżu) – polski dyplomata, genealog i kawaler maltański.

## Dzieciństwo i lata nauki
Urodził się jako syn Michała Aleksandra Borowskiego, polskiego kontradmirała i inżyniera mechanika okrętowego, i Marii Adeli z domu Raue. Dzieciństwo spędził wraz z rodzicami w ówczesnym Rewlu (obecnie Tallinn) i w Helsinkach oraz w rodzinnym majątku Juncewicze koło Starej Wilejki. Uczęszczał do Gimnazjum Polskiego w Gdańsku w latach 1922–1927, a następnie do Gimnazjum im. Króla Zygmunta Augusta w Wilnie, w którym zdał egzamin maturalny w 1929. Następnie studiował na Wydziale Prawa Uniwersytetu Stefana Batorego w Wilnie i Uniwersytetu Poznańskiego. Magisterium prawa (1934), jak i doktorat z prawa międzynarodowego na USB w Wilnie (1937).

## Przebieg służby dyplomatycznej
Odbył praktykę w poselstwie polskim w Bernie w okresie od 16 lutego 1937 do 31 grudnia 1938. W roku 1939 nadal pracował na statusie praktykanta w centrali MSZ w Warszawie z oddelegowaniem na kurs prawniczy do Hagi. Zmobilizowany po wybuchu wojny we wrześniu 1939, powrócił do Polski przez kraje skandynawskie. Ewakuowany do Rumunii pracował w charakterze referenta MSZ w Biurze Prasy i Propagandy Ambasady RP w Bukareszcie od 15 października 1939 do 15 stycznia 1940. W miesiąc później przybył do Francji i do 15 VI 1940 był urzędnikiem Biura Radcy Prawnego MSZ z siedzibą w Angers. Po zajęciu Francji przez wojska niemieckie pozostał w strefie nieokupowanej w Vichy i pracował w Polskim Czerwonym Krzyżu od 1 września 1940 do 1 lutego 1941. W okresie od 1 lutego 1941 do 20 maja 1943 był zastępcą Delegata PCK i Delegata Generalnej Dyrekcji „Biur Polskich” na francuską Afrykę Północną. Zajmował się sprawami ewakuacji Polaków i werbunkiem do Polskich Sił Zbrojnych na Zachodzie. Następnie do 15 września 1944 urzędował w sekretariacie Ministra Spraw Zagranicznych RP w Londynie. 19 września 1944 mianowany II Sekretarzem Ambasady RP przy Watykanie, a następnie 1 marca 1948 radcą tej ambasady, pełnił obowiązki dyplomatyczne w tej ostatniej placówce suwerennej Polski.

## Sekcja Polska Radia Francuskiego
Po rezygnacji ze służby dyplomatycznej wyjechał do Paryża, gdzie w 1953 rozpoczął pracę w Office de radiodiffusion-télévision française (ORTF); od 1961 jako I sekretarz redakcji programów sekcji polskiej, a od 1970 na stanowisku zastępcy redaktora naczelnego. W 1974 przeszedł na emeryturę.

## Działalność w Związku Polskim Kawalerów Maltańskich
Przyjęty do Związku Polskich Kawalerów Maltańskich 17 grudnia 1946 w kategorii Kawalerów Łaski Magistralnej. Po dokonaniu 4 pokoleniowego wywodu szlachectwa po mieczu Kawaler Łaski Magistralnej „iure sanguinis”. Od 9 listopada 1958 Kawaler Łaski i Dewocji, a od 11 grudnia 1975 Kawaler Wielkiego Krzyża Łaski i Dewocji. Sekretarz ZPKM, a następnie II Wiceprezydent Związku Polskich Kawalerów Maltańskich w latach 1975-1987.

## Genealogia
Członek Komisji Badawczej (Genealogicznej) ZPKM. Autor Genealogii niektórych polskich rodzin utytułowanych wydawanych w pięciu seriach z uzupełnieniami w ramach Materiałów do biografii, genealogii i heraldyki polskiej, t. 2-4 i 6-8 (Buenos Aires – Paryż 1964-1974 i Rzym 1985) oraz w formie osobnych odbitek. W ramach wydanych serii ukazało się łącznie 105 genealogii rodów (12 książęcych, 86 hrabiowskich i 6 baronowskich) utytułowanych oraz niekiedy gałęzi nieutytułowanych tychże rodów. Praca ta była pomyślana jako kontynuacja Almanachu błękitnego Jerzego Sewera Dunin-Borkowskiego, choć objęła w istocie tylko osoby żyjące i ich bezpośrednich przodków. Pozostawił po sobie pewną liczbę prac w rękopisie.

## Odznaczenia
- Krzyż Oficerski Orderu Odrodzenia Polski (4 marca 1973)[2]
- Oficer Orderu Sławy (Tunezja)
- Oficer Orderu Alawitów (Maroko)
- Kawaler Łaski Magistralnej Orderu Maltańskiego (1946)[3]
- Kawaler Łaski Magistralnej „iure sanguinis” Orderu Maltańskiego (1950)[3]
- Kawaler Łaski i Dewocji Orderu Maltańskiego (1958)[3]
- Krzyż Wielki Honoru i Dewocji Orderu Maltańskiego (1975)[3]
- Krzyż Komandorski z Gwiazdą Orderu Pro Merito Melitensi
- Krzyż Wielki Orderu Konstantyńskiego św. Jerzego
- Srebrny Krzyż Benemerenti Jubileuszu 1950 r.